# Dolenje (gmina Domžale)
Dolenje – wieś w Słowenii, w gminie Domžale. W 2018 roku liczyła 42 mieszkańców.